# 云梦山 (河南)
35°36′52″N 114°05′31″E / 35.614501°N 114.091966°E

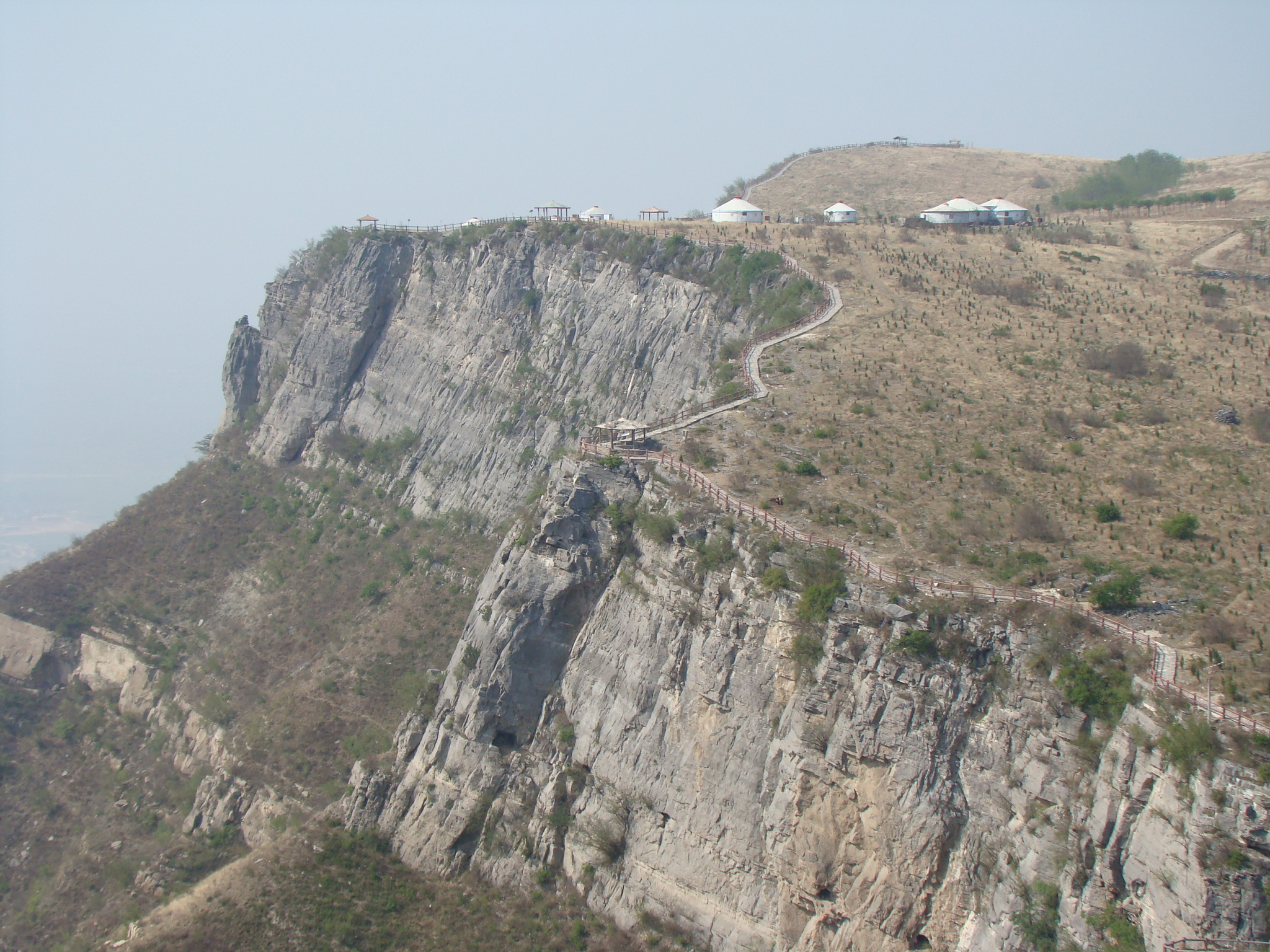
十里断崖

云梦山，又名青岩山，位于河南省鹤壁淇县城西十五公里的太行山东麓。有"云梦仙境"之称。明代《淇县志》记载："云梦山是鬼谷先生仙栖之处"。传说鬼谷子隐居云梦山并在此教徒授艺，孙膑、庞涓、苏秦、张仪、毛遂、尉缭、茅蒙等皆出其门下。